# Santiria nigricans
Santiria nigricans là một loài thực vật thuộc họ Burseraceae. Đây là loài đặc hữu của Malaysia.